# NGC 4077
NGC 4077 est une vaste galaxie lenticulaire située dans la constellation de la Vierge. NGC 4077 a été découverte par l'astronome germano-britannique William Herschel en 1784. Cette galaxie a aussi été observée par l'astronome prussien Heinrich d'Arrest le 10 avril 1863 et elle a été inscrite au catalogue NGC sous la désignation NGC 4140.

## Caractéristiques

### Distance
Sa vitesse par rapport au fond diffus cosmologique est de 7 405 ± 25 km/s, ce qui correspond à une distance de Hubble de 109,2 ± 7,7 Mpc (∼356 millions d'al). 
À ce jour, une mesure non basée sur le décalage vers le rouge (redshift) donne une distance d'environ 111,000 Mpc (∼362 millions d'al). Cette valeur est à l'intérieur des valeurs de la distance de Hubble.

### Galaxie active
NGC 4077 est une galaxie active à raies d’émissions optiques étroites (NLAGN).

## Paire de galaxies
Selon E.L. Turner, les galaxies NGC 4077 et NGC 4139 (IC 2989 dans l'article) forment une paire de galaxies rapprochées. Il s'agit cependant d'un alignement fortuit, car NGC 4139 est à 87,9 Mpc de la Voie lactée. Ces deux galaxies ne constituent pas une paire réelle de galaxies.